# فرانسوا ويليام
فرانسوا ويليام (بالفرنسية: François Guillaume) هو نقابي وسياسي فرنسي، ولد في 19 أكتوبر 1932 في فرنسا. حزبياً، نشط في الاتحاد من أجل حركة شعبية والتجمع من أجل الجمهورية.

## مناصب
- انتخب وزير الزراعة (20 مارس 1986 – 10 مايو 1988).
- في انتخابات البرلمان الأوروبي 1989، انتخب عضو في البرلمان الأوروبي عن دائرة فرنسا لترشحه ضمن قائمة التجمع من أجل الجمهورية، وقد انضم خلال فترته النيابية (25 يوليو 1989 – 18 يوليو 1994) للكتلة البرلمانية التحالف الديمقراطي الأوروبي [الإنجليزية]‏.
- انتخب عضو المجلس الاقتصادي والاجتماعي والبيئي الفرنسي ‏.
- انتخب عضو مجلس الشيوخ البلجيكي.
- انتخب عضو مجلس النواب من بلجيكا.
- انتخب عضو مجلس جهوي.
- انتخب نائب فرنسي.

## روابط خارجية
- فرانسوا ويليام على موقع مونزينجر (الألمانية)